# Gennem natten
Gennem natten er en dansk ungdomsfilm fra 1981, der er instrueret af Hans Johannes Jensen.

## Handling
Den 13-årige Anders er alene i familiens sommerhus en efterårsferie, hvor han forsøger at leve sit eget liv. Tiden går med at fiske, læse og samle svampe. En 12-årig pige fra et nabosommerhus dukker op, og et venskab mellem de to børn opstår, inden de efter nogle dage må skilles, og hun tager hjem sammen med sine forældre. Dette, og drengens reaktion herpå, afdækker årsagen til hans ensomhed.